# Unionsmärket

Unionsmärket.

Unionsmärket eller unionstecknet, populärt kallat sillsallaten eller sillsalladen, var en symbol för den svensk-norska unionen som användes i svenska och norska flaggan från 1844 för att visa på samhörigheten mellan de två länderna och den personalunion som de ingick i. Märket var en kombination av båda kungarikenas flaggor, jämnt fördelade, för att visa på deras tilltänkt jämbördiga förhållande inom unionen. Enbart märket användes som gös (fartygsflagga) och som diplomatisk flagga. Märket fanns i båda ländernas nationella flaggor tills den togs bort från den norska statsflaggan och handelsflottans flaggor 1899 på grund av tilltagande missnöje med unionen från norsk sida. Den användes i både den norska och den svenska örlogsflaggan fram till unionsupplösningen 1905.

## Bakgrund
Unionen mellan Sverige och Norge kom till som en följd av utgången av Napoleonkrigen efter att kungen av Danmark-Norge, som ställt sig på den förlorande sidan. I Kielfreden 1814 tvingades Danmark lämna över Norge till Sverige. Motstånd i Norge mot unionen ledde till att en norsk självständighetsförklaring och antagande av en grundlag 17 maj 1814. Det ledde till ett kortvarigt krig som avslutades vid konventionen i Moss 14 augusti 1814 och en revidering av den norska grundlagen för att möjliggöra en personalunion med Sverige. Samma dag valde stortinget, det norska parlamentet, Karl XIII till kung av Norge.
Enligt den norska grundlagen skulle Norges handelsflotta ha en egen flagga, men örlogsflaggan skulle visa på unionssamhörigheten. Den nuvarande norska flaggan infördes 1821, dock med vissa inskränkningar för hur den fick användas. Unionsflaggan 1815 var den svenska flaggan med ett vitt andreaskors på rött fält i den övre kvarteringen av flaggan närmast stången, som var avsett att representera Norge. Denna flagga var inte populär hos den norska allmänheten, och istället begärde man en reform av flaggan, för att visa på ett mer jämbördigt förhållande mellan de två kungarikena.

## Nya flaggor 1844

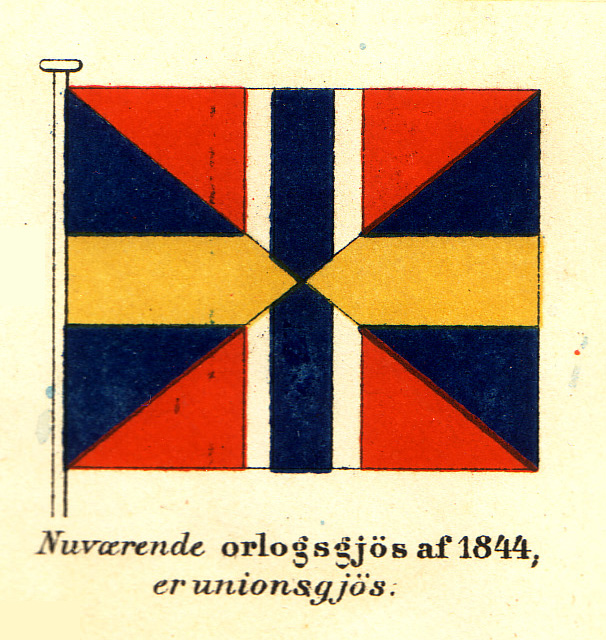
Den svensk-norska unionens gös tillika diplomatflagga. Den svenska varianterna hade proportionerna 4:5, som på den här bilden.

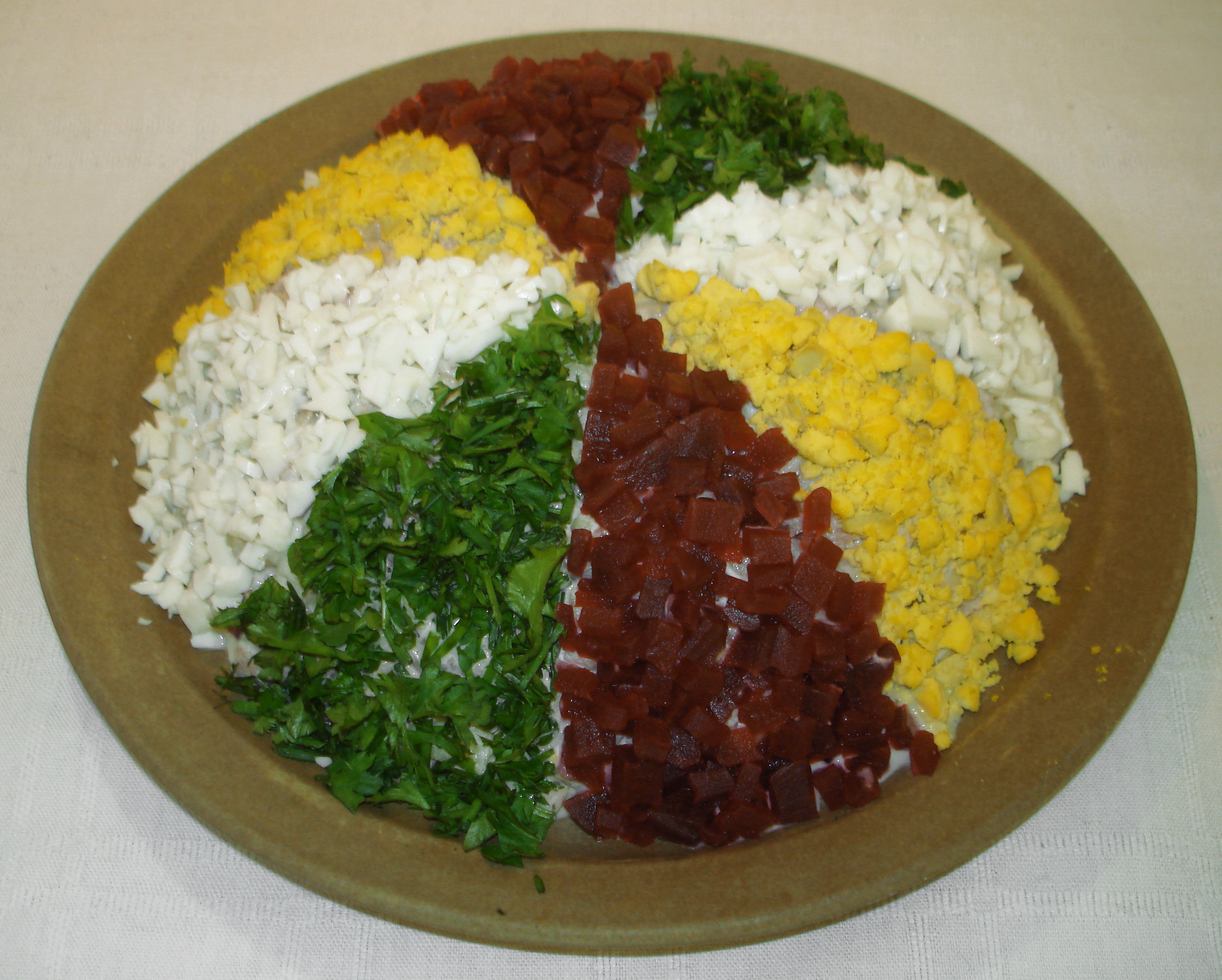
En traditionell norsk sillsallad med dekoration med hackade äggulor, äggvitor, inlagda rödbetor och persilja. Likheten med mönstret på unionsmärket gav upphov till det skämtsamma smeknamnet "sillsalladen".

1844 infördes förslagen från en gemensam norsk-svensk kommitté av kung Oscar I. Ett särskilt unionsmärke hade skapats som tog element från båda länders flaggor, jämnt fördelade. Den placerades i den övre kvarteringen närmast stången på respektive landsflagga, inklusive handelsflottornas flaggor, som fram till dess inte burit några tecken på unionen. De två länderna fick två parallella, men liknande flaggregler för att fastställa att de var jämbördiga.
Unionens örlogsgös, flagga att föra i fören på örlogsfartyg, bestod av enbart unionsmärket i både Norge och Sverige, och var den flagga som användes av den gemensamma diplomatiska representationen utomlands. Diplomatflaggan hade proportionerna 4:5, samma proportionerna som användes i den svenska handelsflaggan, till skillnad från unionsmärket i den norska flaggan, som var helt kvadratisk.  De användes även som gös av civila lotsar, fast med en vit kant runt om märket.
Den blå färgen i unionsmärket var samma som resten av flaggan, oftast den mörkare blå färgen från den norska flaggan. Även svenska flaggor före 1905 hade en mörkare nyans av blå än den nuvarande svenska flaggan.
Unionsmärket var till en början populärt i Norge som en symbol för landets jämbördighet inom unionen. I Sverige sågs den redan från början som ett vanhelgande av flaggan, och dess kritiker gav den öknamnet "sillsallaten" eftersom den liknade dekorationen på en typ av sillsallad som var vanlig vid smörgåsbord vid den tiden. "Sillsallaten" blev ett vanligt namn på unionsmärket i båda länder, och namnet är än idag vida känt.

## Avskaffande
Under 1870-talet blev unionen alltmer impopulär i Norge. Unionsmärket började därför inte längre ses som ett tecken på jämbördighet, utan snarare en påtvingad gemenskap med Sverige. Norska radikaler satte upp som mål att återinföra den "rena" norska flaggan som ett första steg mot en upplösning av unionen. En majoritet i stortinget röstade tre gånger för att avskaffa märket, men möttes av ett kunglig veto. Till sist år 1898 upphävdes det kungliga vetot, och unionsmärket togs bort från den norska handelsflottans flagga. Märket blev kvar i de bägge ländernas örlogsflaggor eftersom den låg under unionskungens jurisdiktion. Stortinget införde dock en ny statsflagga att flagga från myndighetsbyggnader med samma utformning som örlogsflaggan, men utan unionsmärket. Den "rena" norska flaggan hissades återigen 1899. Efter att Norge ensidigt dragit sig ur unionen 7 juni 1905 togs unionsmärket bort från norska örlogsflaggan 9 juni. Det fanns kvar i samtliga svenska flaggor tills Sverige formellt erkänt unionsupplösningen. Enligt kungligt dekret 27 oktober 1905, togs unionsmärket bort från handelsflottans flagga och örlogsflaggan 1 november 1905.

## Flaggor

Norges handelsflagga 1844–1898/99
Sveriges handelsflagga 1844–1905
Norges örlogsflagga 1844–1905
Sveriges örlogsflagga 1844–1905

Norges kungaflagga 1844–1905